# Muntz Stereo-Pak
O Muntz Stereo-Pak (ou simplesmente Stereo-Pak), comumente conhecido como 4-track CARtridge (em português, cartucho de 4 trilhas), é um padrão de fita magnética para gravação de áudio de armazenagem analógica em formato de cartucho. O toca-fitas do carro que reproduzia os cartuchos Stereo-Pak chamava-se Autostereo, mas geralmente era comercializado com o nome comercial comum Stereo-Pak. O Autostereo é considerado o primeiro toca-fitas que utilizava cartucho.
O Muntz Stereo-Pak foi inspirado no sistema de cartucho de fita Fidelipac de 3 trilhas, inventado por George Eash em 1954 e usado por emissoras de rádio para comerciais e jingles começando em 1959. O Muntz Stereo-Pak foi adaptado do projeto básico do cartucho Fidelipac a partir de um design de Madman Muntz em 1962 com Muntz fazendo parceria com Eash, como uma forma de reproduzir fitas pré-gravadas em carros. Madman Muntz entrou em contato com o autor da Fidelipac, George Eash, e sugeriu a modificação do cartucho, aumentando sua capacidade. Para fazer isso, os engenheiros incluíram uma fita de 6,35 mm de largura com quatro trilhas sonoras e uma velocidade de tração de 3,75 polegadas por segundo em uma caixa de plástico. Essa abordagem degradou ligeiramente a qualidade do som, mas aumentou o tempo de reprodução para uma hora.
A fita é disposta em um loop infinito que atravessa um cubo central e cruza a cabeça da fita, geralmente sob uma almofada de pressão para garantir o contato adequado da fita. A fita é puxada por tensão e o enrolamento é auxiliado por um lubrificante, geralmente grafite, no verso da fita. As extremidades da fita em um Stereo-Pak não são conectadas por uma emenda feita de um material condutor como nos cartuchos de 8 trilhas de comutação "automática" posterior, portanto, os players de cartucho de 4 trilhas tiveram que ser alternados manualmente entre os programas 1 e 2 por uma alavanca na máquina. Devido ao método pelo qual a fita é movida, é impossível rebobinar e frequentemente arriscado avançar rapidamente uma fita de 4 pistas.
As emendas em uma fita de 4 trilhas podem quebrar devido ao uso, manuseio ou baixa qualidade de fabricação. Esse problema também afeta outras fitas de loop infinito, como 8 faixas. As almofadas de espuma que tensionam a fita contra as cabeças de reprodução também se deterioram com o tempo.
Muntz fabricou tocadores de fita de 4 pistas e cartuchos de 4 pistas pré-gravados até aproximadamente o final de 1970, época em que a fita de 8 pistas Stereo 8 havia se tornado o formato dominante.

## História
O cartucho Stereo-Pak foi baseado no cartucho Fidelipac de loop infinito, que estava sendo usado por estações de rádio, projetado pelo inventor George Eash. Madman Muntz escolheu a gravação estéreo como um recurso padrão devido à sua ampla disponibilidade. Antes de Muntz desenvolver o Stereo-Pak, as únicas unidades no carro capazes de reproduzir mídias de som gravadas eram tocadores baseados em fonógrafo, como o Highway Hi-Fi inventado por Peter Goldmark. Essas unidades reproduziam registros especiais de 162⁄3 rpm ou de 45 rpm, no entanto, tendiam a pular sempre que o veículo batia em um solavanco na estrada e as tentativas de aliviar isso aumentavam a pressão no braço causavam o desgaste prematuro dos discos.
Muntz, então, projetou um toca-fitas estéreo chamado Autostereo para carros e o fabricou de forma barata no Japão. O Autostereo podia tocar um álbum completo sem mudar de faixa ou virar a fita, não sofria de saltos ou desgaste prematuro como os tocadores baseados em fonógrafo e seu número de botões e controles foram minimizados para permitir que o motorista se concentrasse em dirigir. Esse toca-fitas deu aos clientes maior controle sobre suas experiências de escuta, porque os cartuchos nunca veiculavam anúncios ou comerciais, ao contrário das transmissões de rádio. Muntz vendeu os Autostereos e os cartuchos em suas próprias lojas e por meio de franquias na Flórida e no Texas.
Os rádios Autostereos e os cartuchos Stereo-Pak eram tão lucrativos em 1962 que Muntz cancelou seus contratos com empresas de duplicação de fitas e fundou sua própria empresa para fabricar cartuchos Stereo-Pak pré-gravados. A maioria das gravadoras não fabricava cartuchos Stereo-Pak por conta própria; no entanto, a Muntz Electronics Corporation licenciou músicas de todas as principais gravadoras e emitiu centenas de cartuchos Stereo-Pak diferentes entre meados e o final dos anos 1960. Muntz exibiu seus players Autostereo e cartuchos Stereo-Pak sob o nome comercial Stereo-Pak 4-Track Stereo Tape CARtridges System em 1967 na Consumer Electronics Show.
O Autostereo, que vendeu a varejo a partir de $ 129 em 1963 ($ 1.090 em 2020) foi uma adição popular no mercado de reposição de carros entre os ricos e famosos de Beverly Hills.
Muntz tentou estabelecer uma imagem moderna e na moda para seus Autostereos e cartuchos Stereo-Pak. Seus anúncios impressos frequentemente mostravam o Autostereos instalado em um carro esporte atraente e geralmente incorporava uma modelo jovem e atraente com um slogan sugestivo. A maioria de seus funcionários em suas lojas na Califórnia eram mulheres jovens e atraentes vestidas com roupas muito brilhantes.
Bill Lear distribuiu o Stereo-Pak em 1963, com a intenção de instalar unidades em sua aeronave Learjet. No entanto, ele logo fez uma reengenharia e customização das unidades para atender aos seus próprios desejos, o resultado do qual se tornou o sistema Stereo 8. O mercado para o sistema de 4 pistas de Muntz desbotou em 1970 devido à competição do Stereo 8, que reduziu os custos usando menos fita magnética e um mecanismo de cartucho menos complexo. Embora o sistema de 4 pistas tivesse cabeçotes mais largos, resultando em melhor largura de banda, o Stereo 8 rapidamente se tornou o formato dominante para sistemas de som automotivos durante o final dos anos 1960. A Ford Motor Company começou a apresentar reprodutores Stereo 8 em seus automóveis de 1965 e tornou-se uma opção padrão em 1966.
Em uma entrevista de 1979 no boletim informativo The Videophile, Muntz revelou que o maior problema para o negócio Stereo-Pak era a mercadoria devolvida. Ele explicou que, ao reproduzir o trabalho de grandes artistas como os Beatles, a fábrica da Stereo-Pak teve que fazer centenas de milhares de cartuchos. Mas assim que um álbum popular se tornava menos popular, os varejistas devolveriam os cartuchos não vendidos, esperando crédito para os novos títulos. Muntz não estava preparado para as devoluções e disse que o enorme custo de mercadorias não vendidas acabou tornando seu negócio Stereo-Pak não lucrativo.

## Outros usos
- Na década de 1970 até meados da década de 1980, os alarmes contra roubo podiam (em algumas jurisdições) ser equipados com um discador de fita que discava um número e repetia uma mensagem gravada quando o alarme disparava. Muitos desses discadores de fita usaram o transporte de 4 trilhas descrito aqui. Eles foram amplamente substituídos por tecnologia digital, por exemplo, discador de formato Ademco SESCOA.

- Eles também eram populares na transmissão de rádio e eram usados para reproduzir comerciais e músicas, mas foram eventualmente substituídos por CDs e computadores.